# 放課後!胸キュン☆スター☆
「放課後!胸キュン☆スター☆」は、2013年5月15日に発売された流星群少女初のシングルである。

## 収録曲[1]

### Type-A
1. 放課後!胸キュン☆スター☆
（作詞・作曲：コモP）
2. エナジー フルチャージ サーチャージ
3. 放課後!胸キュン☆スターfeat未來ミク
4. エナジー フルチャージ サーチャージfeat未來ミク

### Type-B
1. 放課後!胸キュン☆スター☆
2. SSGリーグ〜負けナインです!!!〜
3. たまゆら青春DAYS
4. SSGリーグ〜負けナインです!!!〜ミクVersion
5. たまゆら青春DAYS ミクVersion